# Wynonna Earp
Wynonna Earp est une série télévisée canado-américaine en 49 épisodes de 41–43 minutes, développée par Emily Andras et diffusée aux États-Unis entre le 1er avril 2016 et le 9 avril 2021 sur Syfy et au Canada, entre le 4 avril 2016 et le 9 avril 2021 sur CHCH-DT pour la première saison puis sur Space / CTV Sci-Fi Channel pour les saisons suivantes.
La série est adaptée de la série de comics éponyme de Beau Smith, éditée par Image Comics puis IDW Publishing.
Au Québec, la série est diffusée depuis le 15 septembre 2016 sur AddikTV. Dans les autres pays francophones, les deux premières saisons ont été diffusées à partir du 30 novembre 2016 sur le service Netflix, puis la diffusion s'est poursuivie à partir du 30 mars 2021 sur Syfy pour les deux saisons restantes, en France et en Belgique.

## Synopsis
Après plusieurs années loin de sa ville natale, Wynonna Earp retourne à Purgatory le jour de ses 27 ans et accepte son rôle d'héritière maudite de Wyatt Earp. Elle devra protéger la ville des Revenants, les criminels que son arrière-grand-père a tués avec son Colt 45, le Pacificateur. Elle est aidée dans sa mission par sa sœur, Waverly, par l'agent Dolls et son ami immortel Doc Holliday.

## Distribution

### Acteurs principaux
- Melanie Scrofano (VF : Sophie Planet) : Wynonna Earp
- Tim Rozon (VF : Christophe Seugnet) : Doc Holliday
- Dominique Provost-Chalkley (VF : Nathalie Bienaimé) : Waverly Earp
- Shamier Anderson (VF : Yannick Blivet) : Marshal adjoint Xavier Dolls (saisons 1 et 2 - invité saison 3)
- Katherine Barrell (VF : Pascale Chemin) : Sherif Nicole Haught (saisons 3 et 4 - récurrente saisons 1 et 2)

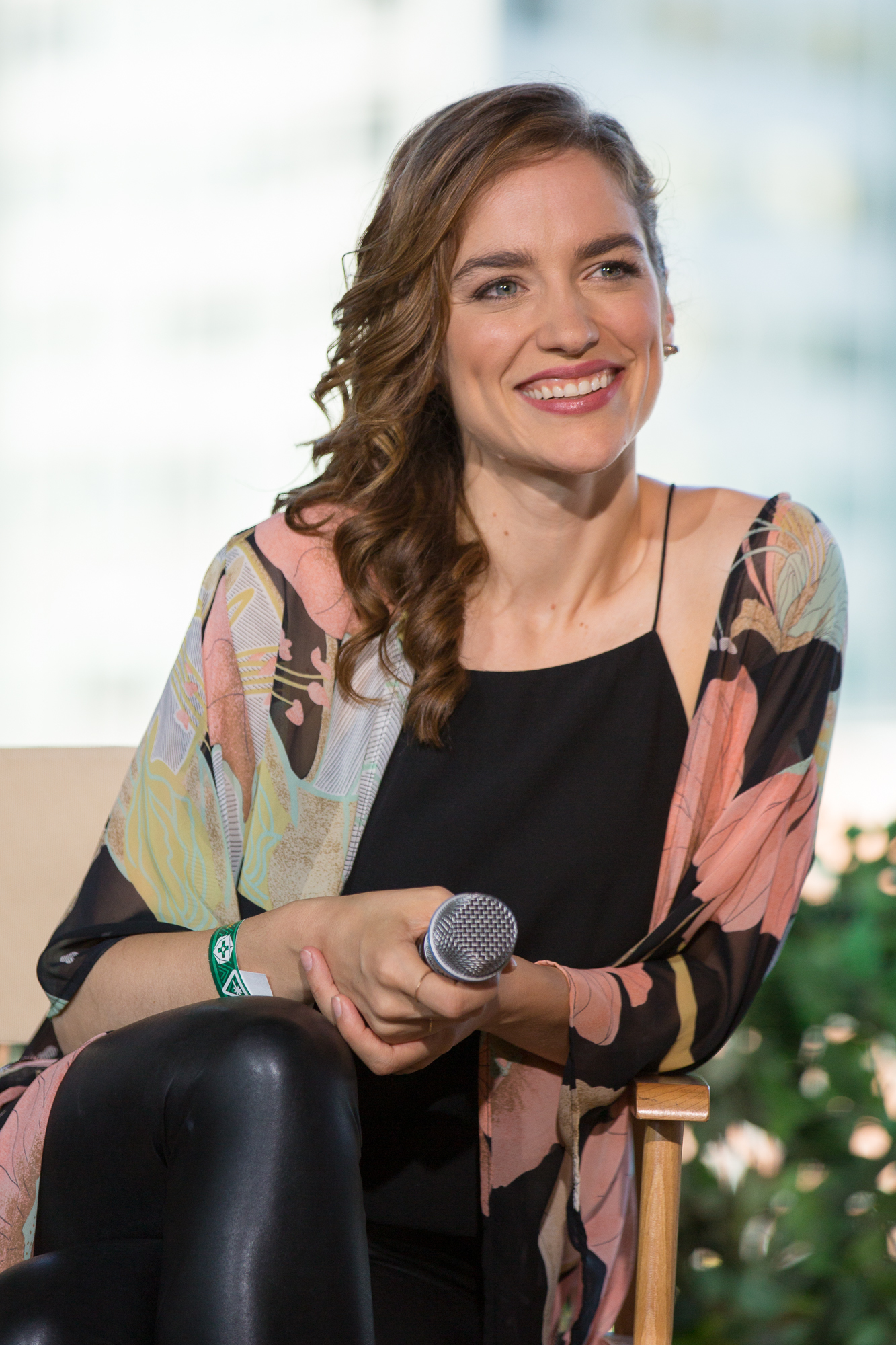
Melanie Scrofano interprète Wynonna.
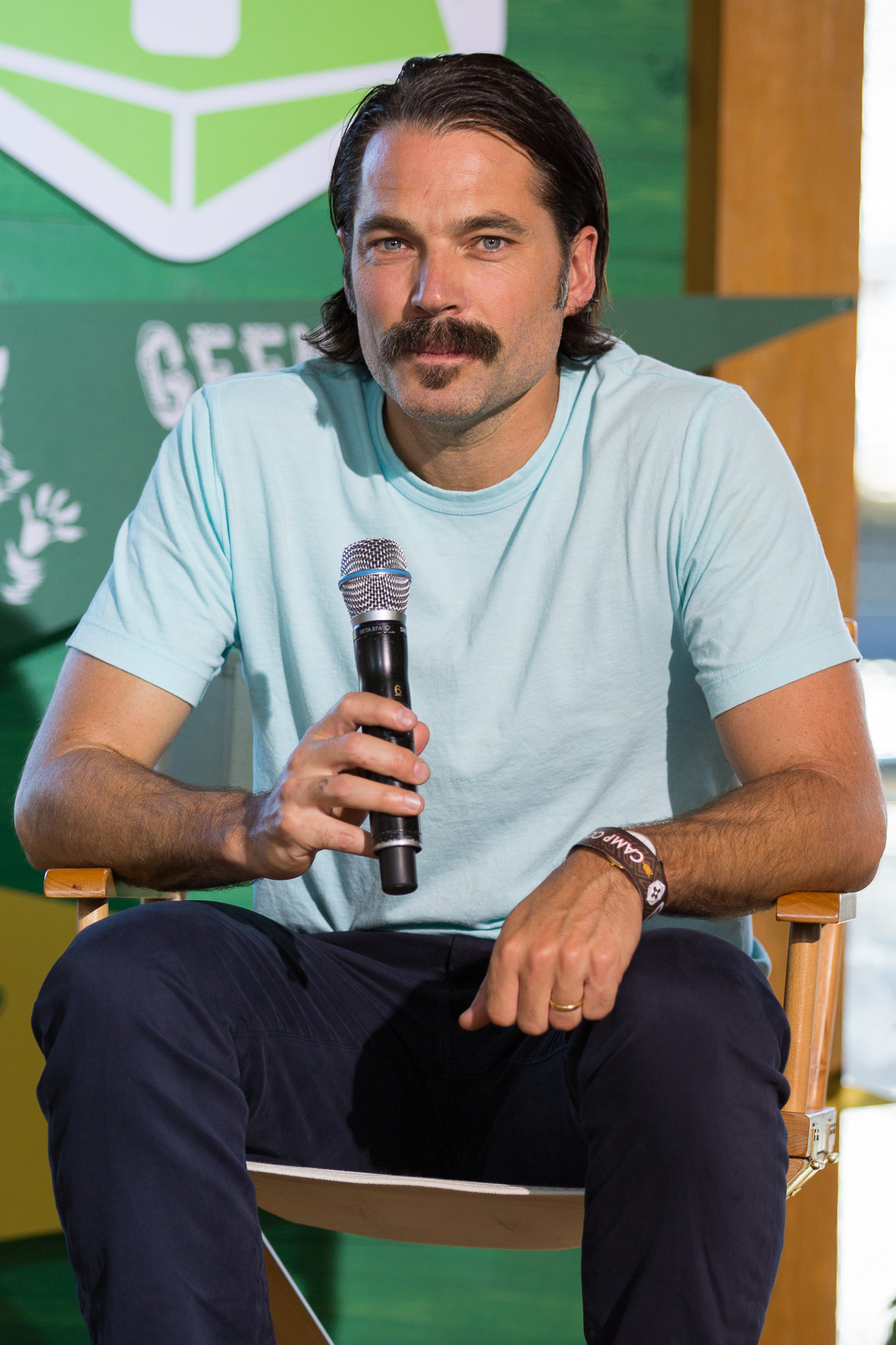
Tim Rozon interprète Doc Holliday.
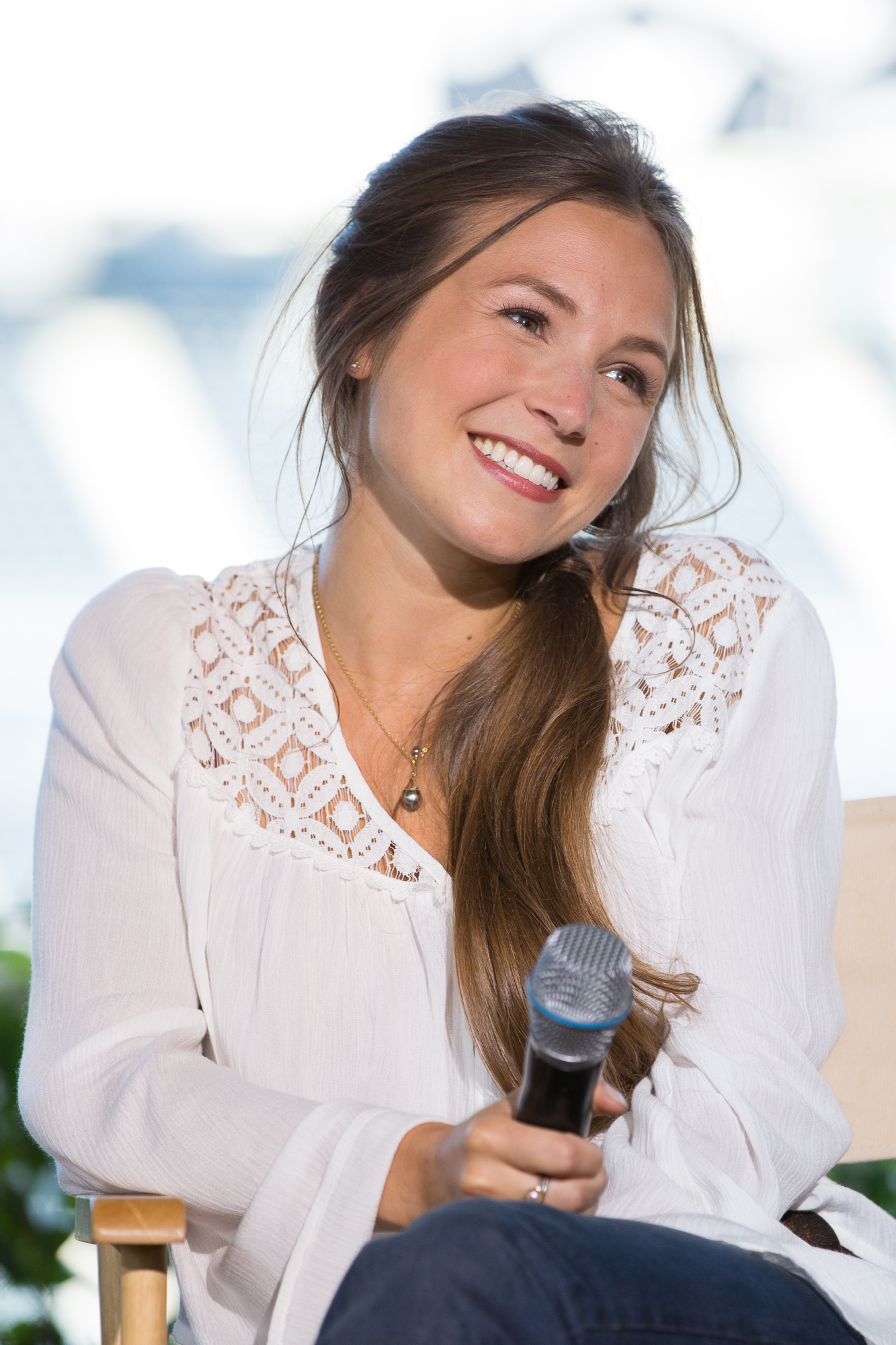
Dominique Provost-Chalkley interprète Waverly.
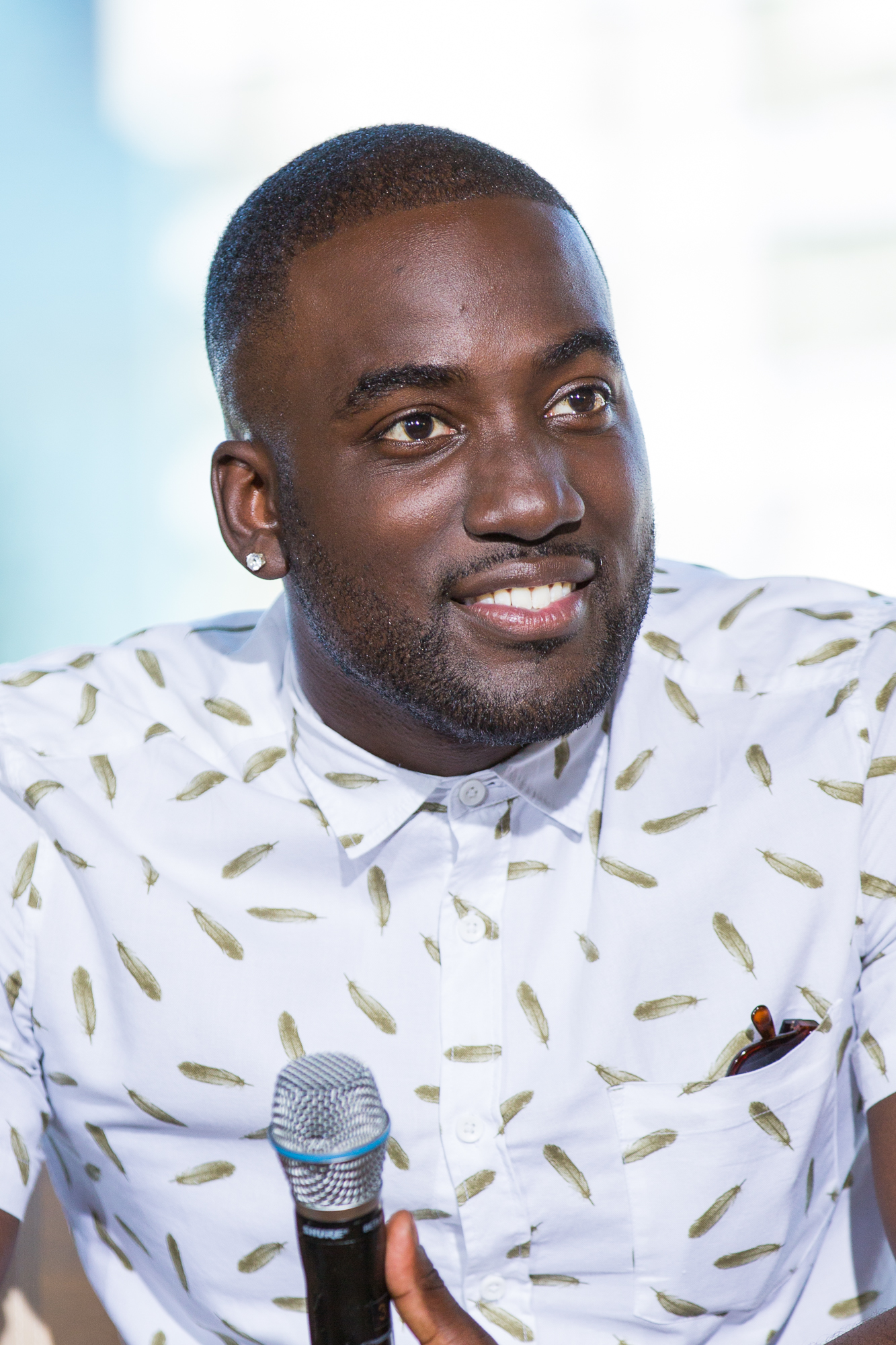
Shamier Anderson interprète Xavier Dolls.
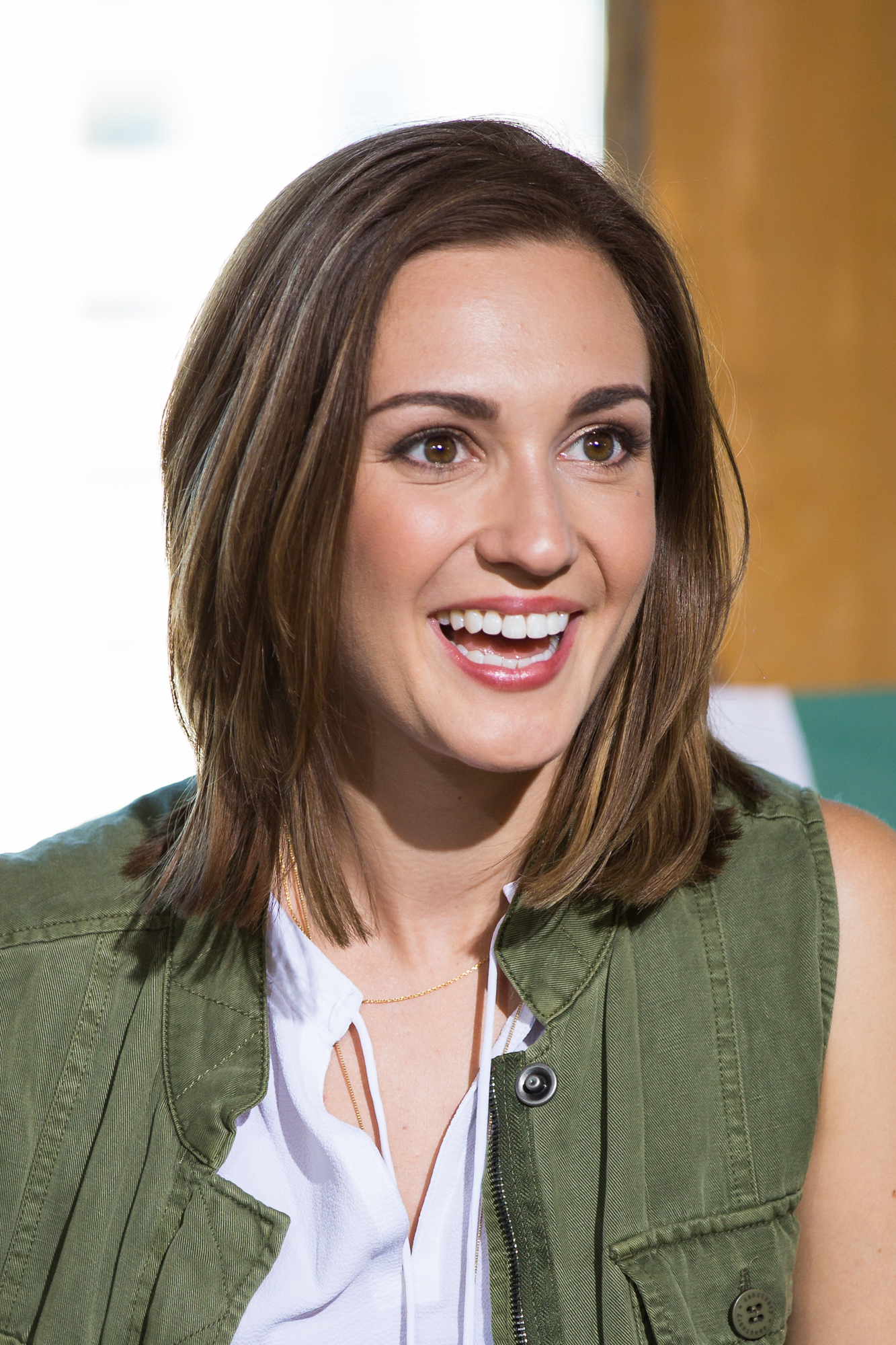
Katherine Barrell interprète Nicole Haught.

### Acteurs récurrents
Introduits dans la saison 1
- Michael Eklund (VF : Olivier Trechet) : Robert « Bobo Del Rey » Svane
- Greg Lawson (VF : Jérémy Caussard) : shérif Neadley
- Shaun Johnston : Juan Carlo
- Kate Drummond : agent Lucado (saisons 1 et 2)
- Dylan Koroll : Champ Hardy (saison 1)
- Natascha Girgis (VF : Sophie Elkart) : Gus McCready (saison 1)
- Natalie Krill : Eve / Willa Earp (saison 1)
- Peter Skagen : Shorty (saison 1)
- Rayisa Kondracki (VF : Nayeli Forest) : Constance Clootie (saison 1)
- David LeReaney (VF : Gérard Rouzier) : Juge Cryderman (saison 1)
- Ryan Belleville (en) : Dr. Reggie (saison 1)
- Joris Jarsky : Whiskey Jim Byers (saison 1)
- Dana Hollenbach (VF : Amandine Vincent) : Chrissy Neadley (saison 1)
- Sasha Barry : Bethany (saison 1)

Introduits dans la saison 2
- Varun Saranga : Jeremy Chetri
- Dani Kind (VF : Julie Manautines)[7] : Mercedes Gardner
- Tamara Duarte : Rosita Bustillos (saison 2 et 4)
- Meghan Heffern : Beth Gardner (saison 2)
- Caleb Ellsworth-Clark : Tucker Gardner (saison 2)
- Brendan Fehr : Ewan Allenbach (saison 2)

Introduits dans la saison 3
- Megan Follows : Michelle Earp
- Chantel Riley : Kate / Contessa
- Jean Marchand : Bulshar Clootie
- Sebastian Pigott : Charlie

 Source et légende : version française (VF) sur RS Doublage , le carton de doublage en fin d'épisode pour les pseudonymes

## Développement

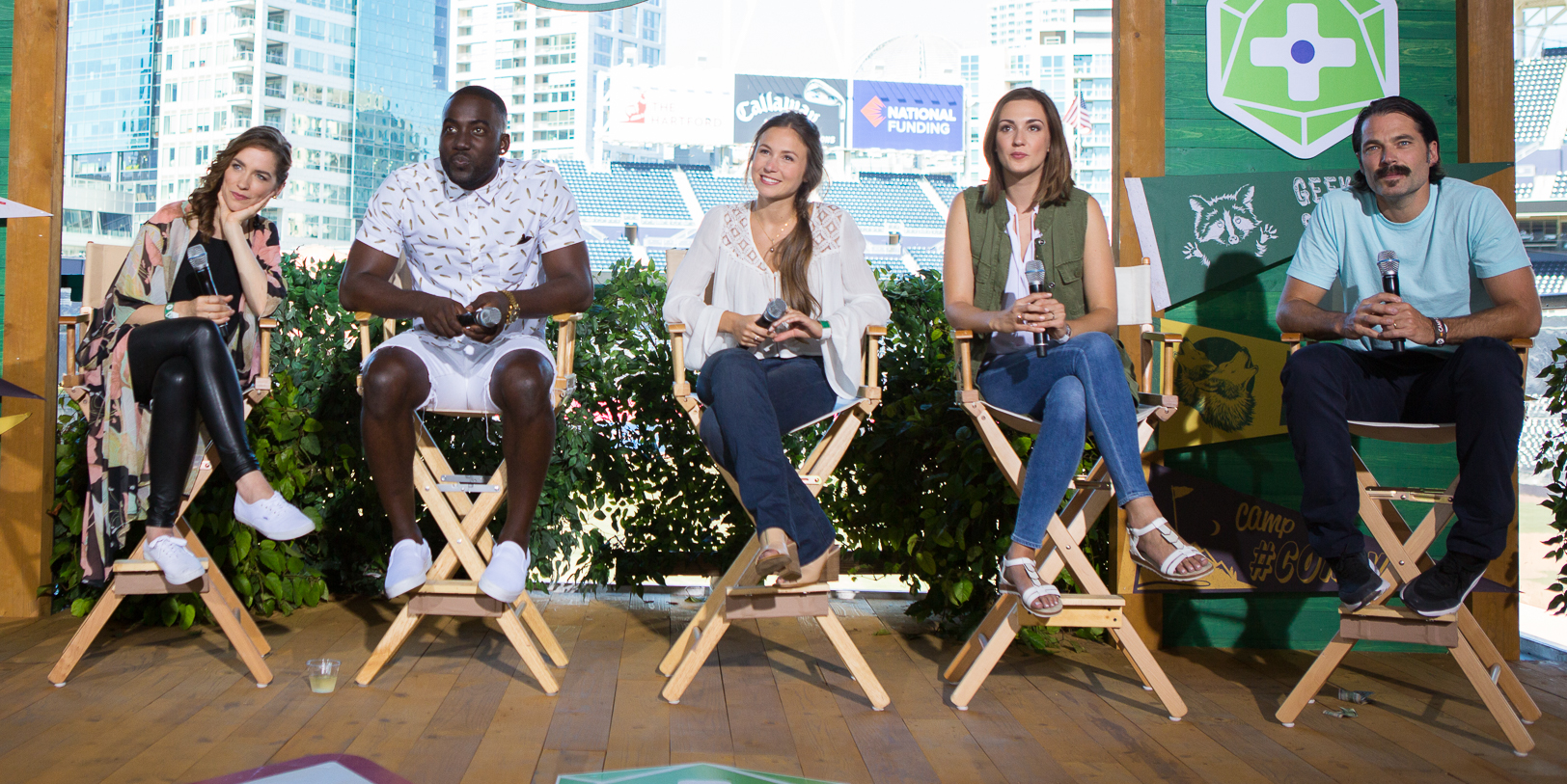
La distribution de la série à la San Diego Comic-Con International en 2016.

En juillet 2015, Syfy annonce avoir acquis les droits de diffusion américain d'une co-production entre la société de production canadienne SEVEN24 Films et la branche de production de l'éditeur de comics américain IDW Publishing. Cette série est adaptée de la série de comics Wynonna Earp, anciennement éditée par le célèbre éditeur Image Comics et appartenant maintenant à IDW Publishing.
La production d'une première saison de treize épisodes a débuté en septembre 2015 à Calgary et Didsbury dans la province d'Alberta au Canada.
Le 24 juillet 2016, la série est renouvelée pour une deuxième saison de dix épisodes, prévue pour 2017. Quelques mois après, Syfy annonce la commande de deux épisodes supplémentaires, portant la deuxième saison à douze épisodes.
Le 28 mars 2017, il est annoncé qu'au Canada, la série sera maintenant diffusée sur la chaîne spécialisée Space et qu'elle sera diffusée en simultané dans les deux pays.
Le 24 mai 2017, Varun Saranga et Tamara Duart rejoignent la distribution récurrente de la deuxième saison pour les rôles de Jeremy Chetri et Rosita.
Le 22 juillet 2017, David Ozer, président de IDW Entertainment, annonce au Comic-Con de San Diego que la série a été renouvelée pour une troisième saison programmée pour 2018,.
Le 6 février 2018, Megan Follows rejoint la distribution pour interpréter Michelle Earp, la mère de Wynonna. Zoie Palmer et Anna Silk devraient également apparaître au cours de la saison.
Le 21 juillet 2018, Space et Syfy annoncent le renouvellement la série pour une quatrième saison. Éprouvant des difficultés financières, la production est retardée en février 2019, et reprend en juillet.
Début 2021, juste avant la diffusion de la seconde partie de la saison 4, Syfy annonce dans un communiqué que celle-ci sera la dernière et clôturera les aventures des sœurs Earp et de leurs acolytes.
En 2024, il est annoncé qu'un téléfilm est en production et qu'il sera diffusé sur Tubi. Le trailer sort en juin 2024.

## Épisodes

### Première saison (2016)
Elle a été diffusée entre le 1er avril et le 24 juin 2016 sur Syfy aux États-Unis et entre le 4 avril et le 27 juin 2016 sur CHCH-DT au Canada.
1. Purgatory (Purgatory)
2. Nourrir le feu (Keep the Home Fires Burning)
3. Les Revenants (Leavin' on Your Mind)
4. La Lame du jugement dernier (The Blade)
5. Une vieille connaissance (Diggin'Up Bones)
6. Petites fringales (Constant Cravings)
7. Que la fête commence ! (Walking After Midnight)
8. Le Valet de couteaux (Two-Faced Jack)
9. Tuer la Sorcière (Bury Me With My Guns On)
10. Il est de retour (She Wouldn't Be Gone)
11. L'Héritière (Landslide)
12. La Maison des souvenirs (House of Memories)
13. Le Pacificateur (I Walk the Line)

### Deuxième saison (2017)
Elle a été diffusée entre le 9 juin et le 25 août 2017 en simultané sur Syfy aux États-Unis et sur Space au Canada.
1. La Prison de Black Rock (Steel Bars and Stone Walls)
2. Arachnéen (Shed Your Skin)
3. Démoniaque (Gonna Getcha Good)
4. Incontrôlable (She Ain't Right)
5. Possédée (Let’s Pretend We’re Strangers)
6. Enceinte (Whiskey Lullaby)
7. Le Père (Everybody Knows)
8. Voir l'avenir dans le passé (No Future in the Past)
9. Le Sceau (Forever Mine Nevermind)
10. Poison (I See a Darkness)
11. Matrix (Gone as a Girl Can Get)
12. Naissance et résurrection (I Hope You Dance)

### Troisième saison (2018)
Elle a été diffusée entre le 20 juillet et le 28 septembre 2018 en simultané sur Syfy et Space.
1. Le début de l'enfer (Blood Red and Going Down)
2. Appelle-moi (When You Call My Name)
3. La Veillée (Colder Weather)
4. Drogue de lézard (No Cure for Crazy)
5. Sous emprise (Jolene)
6. Un long moment (If We Make it Through December)
7. Le Placard (I Fall to Pieces)
8. T'attendre pour l'éternité (Waiting Forever for You)
9. Le vrai du faux (Undo It)
10. L'autre femme (The Other Woman)
11. Le sang des anges (Daddy Lessons)
12. L'affrontement (War Paint)

### Quatrième saison (2020)
Pour cette dernière saison de douze épisodes, les six premiers épisodes ont été diffusés du 26 juillet au 30 août 2020 simultanément sur CTV Sci-Fi et Syfy. La production ayant été interrompue en mars 2020 par la pandémie de Covid-19 au Canada après le sixième épisode, la diffusion reprend le 5 mars 2021.
1. Road trip ! (On the Road Again)
2. La gardienne (Friends in Low Places)
3. Le ticket pour la liberté (Look at Them Beans)
4. Les Clanton (Afraid)
5. Le sortilège (Holy War, Part 1)
6. Trêve (Holy War, Part 2)
7. Cupidon (Love's All Over)
8. Halloween (Hell Raisin' Good Time)
9. Kuru (Crazy)
10. Tout ce qu'elle a subi (Life Turned Her That Way)
11. L’autre Waverly (Better. Dig. Two.)
12. Où tu iras, j’irai (Old Souls)

## Accueil

### Audiences
| Saisons | Diffusion     | Nombre d'épisodes | Lancement       | Lancement       | Final             | Final           | Téléspectateurs (en moyenne) |
| Saisons | Diffusion     | Nombre d'épisodes | Date            | Téléspectateurs | Date              | Téléspectateurs | Téléspectateurs (en moyenne) |
| ------- | ------------- | ----------------- | --------------- | --------------- | ----------------- | --------------- | ---------------------------- |
| 1       | Vendredi 22 h | 13                | 1er avril 2016  | 801 000         | 24 juin 2016      | 447 000         | 558 000                      |
| 2       | Vendredi 22 h | 12                | 9 juin 2017     | 462 000         | 25 août 2017      | 439 000         | 449 000                      |
| 3       | Vendredi 22 h | 12                | 20 juillet 2018 | 371 000         | 28 septembre 2018 | 460 000         | 494 000                      |

### Critiques
La série est accueillie de façon plutôt favorable par la critique spécialisée. Sur le site agrégateur de critiques Rotten Tomatoes, elle bénéficie actuellement d'une note globale de 87 % de critiques positives.
La première saison a reçu des critiques positives sur Rotten Tomatoes, recueillant 75 % de critiques positives, avec une note moyenne de 6,11/10 sur la base de 8 critiques collectées. Sur Metacritic, elle a reçu des critiques positives, avec un score de 68/100 sur la base de 4 critiques collectées. La deuxième saison a reçu des critiques positives sur Rotten Tomatoes, recueillant 100 % de critiques positives, avec une note moyenne de 8,67/10 sur la base de 6 critiques collectées.
La série a également été encensée par la critique pour son traitement des personnages féminins et est considérée comme un « western féministe ». En effet, en plus d'être dirigée par une femme, la série met en scène un personnage féminin n'ayant pas peur de l'image qu'elle renvoie et qui n'hésite pas à utiliser un langage cru, chose souvent réservée aux personnages masculins. La relation positive entre Wynonna et sa sœur et la présence d'un couple lesbien en dehors des clichés sont également des éléments très positifs d'après la critique,,.
La représentation d'une femme enceinte forte et qui ne renonce pas à son travail et ses buts lors de sa grossesse en saison deux, contrairement au portrait habituel de la femme enceinte fragile et délicate, a particulièrement marqué la critique, renforçant l'image féministe de la série.

## Autour de la série

### Comics
Bien que la série soit elle-même adaptée de comics, une mini-série de comics adaptée de l'univers de la série est lancée quelques mois avant le début de cette dernière par IDW Publishing. Composée de huit numéros, cette mini-série, intitulée simplement Wynonna Earp, met en scène des aventures inédites de Wynonna.
En novembre 2016, une seconde mini-série intitulée Wynonna Earp: Legends est publiée par l'éditeur. Composée de deux parties de deux numéros, elle met en scène une aventures inédite de Doc Holliday puis de Wynonna et Waverly. La partie sur Doc Holliday est d'ailleurs co-scénarisée par Tim Rozon et celle sur les sœurs Earp, par Melanie Scrofano.
Depuis juin 2017, une nouvelle série, intitulée Season Zero est publiée. Cette série raconte la passé de Wynonna avant le début de la série. Wynonna fait partie d'un gang, The Banditos, composée de plusieurs créatures surnaturelle.
Chacune de ses séries est supervisé par Beau Smith, créateur et auteur de la série de comics originale dont la série est adaptée.
En avril 2016, un album intitulé Wynonna Earp: Strange Inheritance est publié par IDW Publishing. Bien que la couverture reprenne le logo de la série et que la Wynonna dessus soit dessinée d'après le physique de Melanie Scrofano, cet album n'est pas adapté de la série. Il reprend l'intégralité de la série de comics dont la série est adaptée pour la faire découvrir au public de cette dernière.

### Expériences interactives
Pour la promotion de la première saison, un site internet, intitulé Wynonna Earp: StoryVerse, est mis en ligne par la société Digital Howard. Ce site, riche en informations, permettait d'explorer tous les aspects de l'univers de la série via du contenu exclusif et inédit et était mis à jour régulièrement selon l'avancement de la saison. Acclamé par les spectateurs et la critique, il a été récompensé lors des Prix Écrans canadiens 2017.
Pour la deuxième saison, un autre site est lancé. Intitulé Purgatory Case Files, ce site est une expérience narrative donnant accès au téléphone portable du personnage de Katherine Barrell, l'officier Nicole Haught. Ce site permet donc de découvrir ce que le spectateur ne voit pas comme des conversations échangées entre les personnages par mail, vidéo ou message durant les épisodes ou après, des photos prises sur les scènes de crime par Nicole.

### Anecdote
Wayhaught, est le mot-valise choisi par les fans pour désigner la relation amoureuse entre Waverly Earp (Dominique Provost-Chalkley) et Nicole Haught (Katherine Barrell),,.

## Distinctions
Sauf indication contraire, les informations mentionnées dans cette section peuvent être confirmées par la base de données cinématographiques IMDb,  présente dans la section « Liens externes ».

### Récompenses
- Prix Écrans canadiens 2017 : Meilleur projet multi-plateforme pour les supports interactifs de la série en ligne
- Rosie Awards 2017 : Meilleure série télévisée dramatique
- WGC Screenwriting Awards 2017 : Meilleur scénario pour une série télévisée
- Prix Écrans canadiens 2018 : Meilleur projet multi-plateforme pour les supports interactifs de la série en ligne
- People's Choice Awards 2018 : Série de science-fiction ou de fantasy de l'année

### Nominations
- Prix Écrans canadiens 2017 : 
  - Meilleure scénario dans une série télévisée dramatique
  - Meilleurs maquillages
  - Meilleurs costumes
  - Meilleure musique originale pour une série télévisée
  - Meilleurs effets visuels
- Dragon Awards 2017 : Meilleure série télévisée de science-fiction ou fantastique
- GLAAD Media Awards 2017 : Meilleure série télévisée dramatique
- Rockies Awards 2017 : Prix Science-fiction, fantastique et action
- Rosie Awards 2017 : 
  - Meilleure performance par un acteur originaire d'Alberta pour Peter Skagen et Shaun Johnston
  - Meilleure musique pour une série dramatique de plus de 30 minutes
  - Meilleure direction artistique
  - Meilleurs costumes
  - Meilleurs maquillages et coiffures
- Prix Écrans canadiens 2018 : Meilleure scénario dans une série télévisée dramatique
- Prix Aurora 2018 : Meilleure présentation visuelle (en cours)